# Quamvis paternae
Quamvis paternae  è una enciclica di papa Benedetto XIV, datata 26 agosto 1741, nella quale il Pontefice, dopo aver richiamato le disposizioni del suo predecessore Bonifacio VIII e del Concilio di Trento contro gli abusi che si consumano nell'amministrazione della giustizia, ordina che il potere di giudicare sia conferito a persone degne e nel tassativo rispetto delle norme vigenti.

## Fonte
- Tutte le encicliche e i principali documenti pontifici emanati dal 1740. 250 anni di storia visti dalla Santa Sede, a cura di Ugo Bellocci. Vol. I: Benedetto XIV (1740-1758), Libreria Editrice Vaticana, Città del Vaticano 1993